# Sách Công vụ Tông đồ
Công vụ Tông đồ (theo cách gọi của Công giáo) hoặc Công vụ các Sứ đồ (theo cách gọi của Tin lành) là một trong các sách trong Thánh Kinh của Kitô giáo.
Những câu đầu trong sách Công vụ đề cập đến "sách thứ nhất" của tác giả, thường được cho là sách Phúc Âm Lu-ca. Các tác phẩm cổ được chia thành "sách" cũng như thành "chương", và rất có thể "sách" và "chương" này có nghĩa là một tác phẩm gồm có hai phần. Sách Công vụ và Phúc Âm Lu-ca tạo nên một tác phẩm, có thể được tạm gọi là tác phẩm "Lu-ca - Công vụ", của cùng một tác giả ẩn danh, được cho là đã xuất hiện vào khoảng 80–90 Công nguyên, mặc dù một số nhà nghiên cứu hiện nay cho rằng tác phẩm xuất hiện trễ hơn vào 90–110 Công nguyên. Phần đầu tiên, Phúc Âm Lu-ca, kể về việc Thiên Chúa đã hoàn thành kế hoạch cứu rỗi thế giới của Ngài qua cuộc đời, sự hy sinh và phục sinh của Chúa Giê-su người Nazareth, tức là Đấng Cứu Thế đã được hứa cho người Do Thái từ xa xưa. Phần thứ hai, Công vụ, tiếp tục câu chuyện của Kitô giáo trong thế kỷ đầu tiên và sự lan rộng trong Đế quốc La Mã khi đó, bắt đầu với sự thăng thiên của Chúa Giê-su. Các chương đầu, lấy bối cảnh ở Jerusalem, mô tả Ngày Lễ Ngũ Tuần (sự hiện xuống của Chúa Thánh Thần) và sự phát triển của hội thánh ở Jerusalem. Ban đầu, người Do Thái tiếp thu thông điệp của Kitô giáo, nhưng sau đó họ quay lưng lại với những người theo Chúa Giê-su. Bị người Do Thái từ bỏ, tin mừng được mang đến cho dân ngoại dưới sự hướng dẫn của Thánh Phê-rô. Các chương tiếp theo kể về sự cải đạo của Thánh Phao-lô, sứ mệnh của ông ở Tiểu Á và Aegean, và cuối cùng là bị giam cầm ở Roma, nơi mà sách này kết thúc, khi ông đang chờ xét xử.
Tác phẩm "Lu-ca - Công vụ" là một nỗ lực để giải đáp một vấn đề thần học là làm thế nào Đấng Cứu Thế của người Do Thái lại có một tôn giáo mà phần lớn lại không phải là người Do Thái; câu trả lời mà tác phẩm này đưa ra là thông điệp của Đấng Cứu Thế đã được mang đến cho dân ngoại bởi vì người Do Thái đã từ chối nó. Tác phẩm "Lu-ca - Công vụ" cũng có thể được xem là lời biện hộ cho phong trào Chúa Giê-su với người Do Thái: phần lớn các tuyên bố và bài giảng trong sách Công vụ được gửi đến đối tượng người nghe là người Do Thái, với những người La Mã đóng vai trò người ngoài cuộc làm trọng tài cho các tranh chấp liên quan đến phong tục và luật lệ của người Do Thái. Một mặt, Lu-ca miêu tả những người theo Chúa Giê-su như là một giáo phái của người Do Thái, và do đó được quyền bảo vệ pháp lý thời đó như một tôn giáo được công nhận; mặt khác, Lu-ca dường như không chắc chắn về tương lai mà Thiên Chúa dành cho người Do Thái và Kitô hữu, do đó ông làm nổi bật tính chất Do Thái của Chúa Giê-su và các môn đồ của Ngài khi ấy, nhưng cũng đồng thời nhấn mạnh việc người Do Thái đã từ chối Đấng Cứu Thế đã được Thiên Chúa sai đến như thế nào.

## Thông tin chung

### Tên sách
Tên của sách, Công vụ Tông đồ hoặc Công vụ các Sứ đồ đã được Giám mục Irenaeus sử dụng lần đầu tiên vào cuối thế kỷ II. Vẫn chưa rõ liệu đây là một tên vốn có hay là tên do chính Giám mục Irenaeus đặt. Chỉ có thể kết luận rằng tên này không phải là do tác giả của sách đặt, vì từ práxeis (có nghĩa là hành động, hành vi) chỉ xuất hiện một lần trong sách (Công vụ 19:18) và ở đó từ này không chỉ các sứ đồ mà chỉ công tác của những người đi theo các sứ đồ.

### Tác giả
Chúng ta không thể xem xét những vấn đề tổng quát về sách Công vụ mà không xét đến sách Phúc Âm Lu-ca và đặc biệt là bốn câu đầu của sách ấy, là những câu được xem là "Lời mở đầu" cho toàn bộ tác phẩm hai tập này. Như được nêu tại đó, dường như tác giả là người đồng hành với Phao-lô, là Lu-ca (CoCl 4:14). Trong các chương cuối của sách Công vụ, câu chuyện thỉnh thoảng được thuật lại ở ngôi thứ nhất số nhiều: "Chúng ta tìm được các môn đồ rồi, bèn ở lại với họ bảy ngày" (21:4 xem 16:10-17, 20:5-21:18, 27:1-28:16). Giải thích tự nhiên nhất về vấn đề này cho rằng sách Công vụ được viết bởi một người nào đó có tham dự vào một số các sự kiện này. Giả thuyết này đã bị phản đối, nhưng các phản đối này quan tâm đến các vấn đề về tính chính xác về mặt lịch sử của tác giả. Nếu như tác giả được thể hiện để trình bày một hình ảnh sai lệch về Phao-lô chẳng hạn, thì người ta ít có khả năng phán đoán rằng tác giả thực sự là một bạn đồng hành của vị sứ đồ này.

### Giai đoạn
Về thời gian viết sách thì càng khó xác định hơn. Một lần nữa, như nêu ra trong phần Dẫn nhập sách Luca, có hai giả thuyết chính: sách Công Vụ được viết vào những năm 60 trong thời gian Phaolô bị tù ở Rôma, hoặc những năm 80 sau khi Phao-lô qua đời. Nhiều chi tiết trong các chương cuối sách Công Vụ gợi ý về giả thuyết thứ nhất. Có một điều, sách kết thúc với sự kiện Phao-lô (và độc giả của sách) đang chờ đợi kết quả của cuộc xử án tại Rôma. Sau một hơi dài mô tả về thỉnh cầu gởi đến Sê-sa và đó có vẻ hơi lạ, trừ phi ông thực sự đang đem đến cho độc giả sự "cập nhất". Người ta cũng thấy một "sự sinh động" hoặc "sự gần gũi" trong những chương cuối sách, mà cho thấy tác giả đã dựa trên những ký ức chưa bị phai mờ. Nếu như những chi tiết này gợi ý thời gian viết sách là những năm 60, thì người ta cũng có thể dễ dàng giải thích chúng theo cách khác, và chúng ta buộc phải kết luận rằng cả hai giả thuyết về thời gian viết sách đều có thể có khả năng.

### Thể văn
Sách Công vụ được viết bằng một thể văn như thể văn các sách Phúc Âm, chủ yếu kể về các sự kiện, mặc dù trong đó cũng có chứa những sự dạy dỗ. Trong nhiều thế kỷ việc sách được xem là sách "lịch sử" và vì thế tác giả là một "nhà sử học" dường như là có chứng cứ hiển nhiên, cho đến khi các nhà nghiên cứu Thánh Kinh nhận ra rằng trong nhiều nghĩa, sách Công Vụ và bốn sách Phúc Âm có thể được phân loại là các sách "thần học". Không phải như lúc đầu được xem là đã viết những câu chuyện kể về sự kiện, tác giả rõ ràng là đã có mục đích chia sẻ tin mừng và thuyết phục hoặc dạy dỗ người đọc các sách ấy. Bên cạnh đó, các nhà nghiên cứu cũng quan tâm đến kỹ năng mà tác giả này thể hiện trong cách "kể chuyện" và các nhà nghiên cứu Tân Ước đang cố gắng tập trung vào sách Công vụ như là một tác phẩm văn học được biên soạn công phu chứ không phải là một sách lịch sử hay là thần học. Thể văn của sách Công vụ được trình bày chi tiết hơn ở phần bàn về tính chất của sách này bên dưới.

### Bố cục
Sách Công vụ có hai nguyên tắc cấu trúc chính. Đầu tiên là sự di chuyển địa lý từ thành Jerusalem, là trung tâm của dân được chọn của Thượng Đế (tức là người Do Thái), đến thành Roma, là trung tâm của thế giới dân ngoại. Cấu trúc này là sự quay trở lại với tập đầu tiên trong tác phẩm của tác giả là Phúc âm Lu-ca, và được báo hiệu bằng những cảnh song song như lời Phao-lô nói ở Công vụ 19:21, lặp lại lời của Chúa Giê-su trong Lu-ca 9:51: nơi đến của Phao-lô là thành Roma, giống như nơi đến của Chúa Giê-su là thành Jerusalem. Thứ hai là vai trò của Phêrô và Phao-lô, người thứ nhất đại diện cho Hội Thánh của người Cơ đốc Do Thái, người thứ hai truyền giáo cho dân ngoại.
- Phần chuyển tiếp: kể lại lời nói đầu được gửi cho Theophilus và các sự kiện kết thúc của sách Phúc Âm (Công vụ 1:1 – 1:26)
- Cơ Đốc Giáo dưới sự dẫn dắt của Thánh Phêrô: Hội Thánh Do Thái từ Jerusalem đến Antioch (Công vụ 2: 1–12: 25)
  - 2:1 – 8:1 - khởi đầu tại Jerusalem
  - 8:2 – 40 - Hội Thánh mở rộng đến Sa-ma-ri và xa hơn nữa
  - 9:1 – 31 - sự cải đạo của Phao-lô
  - 9:32 – 12:25 - sự cải đạo của Cornelius, và sự hình thành của Hội Thánh ở Antioch
- Cơ đốc giáo dưới sự dẫn dắt của Thánh Phao-lô: việc truyền giáo cho dân ngoại từ thành Antioch đến thành Roma (Công vụ 13:1 – 28:31)
  - 13:1 – 14:28 - việc truyền giáo cho dân ngoại được quảng bá từ Antioch
  - 15:1 – 35 - việc truyền giáo cho dân ngoại được xác nhận ở Jerusalem
  - 15:36 – 28:31 - việc truyền giáo cho dân ngoại, cao trào trong câu chuyện về cuộc khổ nạn của Phao-lô ở thành Roma (21:17 – 28:31)

## Một số tính chất của sách

### Tính chất lịch sử
Trong thời hiện đại, người ta thường đặt nghi vấn về tính chính xác của sách Công vụ, chủ yếu căn cứ trên sự hiểu sai sách này. Các học giả thế kỷ 20 có một thời tin rằng sách Công vụ được viết rất trễ trong lịch sử Hội Thánh và rằng nó có vẻ là một nỗ lực tuyên truyền để che đậy và lấp liếm sự chia rẽ tồn tại giữa Hội Thánh người Do Thái theo Phi-e-rơ và Hội Thánh người ngoại quốc theo Phao-lô. Người ta tranh luận rằng đây là một hồi ức không hay cần được xoá bỏ. Mong khi có một vài vấn đề gây ra bởi việc du nhập những người ngoại quốc trong cái mà bắt đầu như là một phong trào trong Do Thái giáo, thì ngày nay người ta thừa nhận rằng sách Công vụ giải quyết những vấn đề này một cách thẳng thắn, và rằng tác giả không xấu hổ khi tường thuật sự chia rẽ và những khó khăn trong Hội Thánh (xem ví dụ trong 15:36-41).
Một cách hiểu sai khác là về chân dung của Phao-lô trong sách Công vụ. Chúng ta không thể mong sách Công vụ đề cập đến mọi khía cạnh của tư tưởng Phao-lô như khi tìm thấy chúng trong các thư tín của ông; còn một hình ảnh đầy đủ về Phao-lô là điều chưa được thể hiện. Nhưng phải chăng hình ảnh mà Lu-ca thể hiện là khác với một Phao-lô thật? Bài phát biểu tại A-thên (chương 17;) thường được dùng trong một nỗ lực để chứng minh bức tranh của Lu-ca khác với "thực tế" như thế nào. Trong thư ICô-rinh-tô, Phao-lô viết rằng ông không có tài hùng biện, thì ở đây tại A-thên, một thành phố văn hoá và học thuật ông lại được mô tả là một nhà diễn thuyết và nhà triết lý xuất sắc. Hơn nữa, người ta cho rằng bài phát biểu biện hộ và hầu như tán thành việc thờ phượng thần tượng ngoại giáo, là điều mà một Phao-lô thật sẽ không bao giờ làm. Những điểm này cũng không đứng nổi dưới một sự xem xét kỹ lưỡng. Còn lâu mới được là một nhà diễn thuyết lý tưởng và thuyết phục, Phao-lô bị chế nhạo bởi những người A-thên đang nghe sứ điệp của ông, và Lu-ca ghi lại rằng chỉ có một nhúm người chịu nghe - khó lòng mà câu chuyện được kể để có ý gây ấn tượng trên độc giả của sách Công vụ. Trong một đoạn khác, Phao-lô được tả vẽ là đã nói dài đến nỗi một người khi nghe ông nói đã ngủ gục (20:7-12)! Đối với thái độ "thông cảm" với vấn đề thờ phượng thần tượng ở A-thên, yếu tố này của bài phát biểu thực tế là một sự tấn công ngấm ngầm đối với sự thờ phượng thần tượng, chứ không phải là sự đồng tình. Điều này phù hợp với thái độ của Phao-lô khi ông đến thành phố này (xem 17:16 và bài tường thuật ở 17:16-34) cũng như thái độ của ông như được diễn tả trong các thư tín.
Cái mà chúng ta có thể gọi là "sự cố gắng rõ ràng" của tác phẩm của Lu-ca có khuynh hướng xác nhận chứ không phải phủ nhận niềm tin rằng sách Công vụ có chứa lịch sử thật. Các vấn đề lớn cũng vậy. Có nhiều chi tiết lịch sử trong sách này, và việc sách này bao gồm những chi tiết lịch sử đã gợi ý một cách mạnh mẽ một nguồn thông tin đáng tin cậy. Chẳng hạn như, các chi tiết về mặt địa lý và sự sử dụng những tên người và tước hiệu trong Công vụ ngày càng được đưa ra ánh sáng khi các nhà khảo cổ và sử học phát hiện và công bố nhiều chứng cứ cổ học. Danh sách dài có thể tìm thấy trong cuốn The Book of Acts in the Setting of Hellenistic History của C. Hemer (Mohr, 1989), chương 4 và 5. Sách Công vụ không phải hoàn toàn không có những rối rắm về lịch sử (xem tường thuật trong 5:33-39 và những vấn đề khó giải quyết xung quanh chương 15 và thư Ga-li-lê), nhưng xét về toàn thể, sách Công vụ đến với chúng ta như là một nguồn đáng tin cậy đối với thời gian và các sự kiện bao gồm trong đó.

### Tính chất thần học
Tuy nhiên, có thể Lu-ca không phải là một nhà sử học dưới cái nhìn của người hiện đại về khái niệm này. Ông rõ ràng có một cảm xúc mạnh mẽ về chủ đề của mình, và mặc dù đây không phải là điều không mong đợi trong ý nghĩ xưa về những gì việc viết sử đòi hỏi, Lu-ca có thể được gọi là một nhà thần học cũng như một nhà sử học. Lướt qua toàn bộ hai sách của ông người ta có thể thấy thần học của ông. Các chủ đề mà có vẻ đặc biệt quan trọng khi nghiên cứu sách Công Vụ là công tác của Hội Thánh và sự phổ cập của việc giới thiệu sự cứu rỗi. Đức Thánh Linh đóng một vai trò đặc biệt quan trọng trong sách Công Vụ Các Sứ Đồ, và tác giả đã chịu khó để tỏ ra rằng sự mở rộng Hội Thánh đến người Sa-ma-ri và các dân ngoại không diễn ra theo sự khởi xướng của chính các Cơ Đốc nhân mà là bởi sự khởi động và sau đó uỷ thác và chuẩn nhận một cách ngoạn mục bởi Đức Thánh Linh.
Tuy nhiên, cần thừa nhận rằng Lu-ca không viết một cuốn sách về Đức Thánh Linh. Ông viết về sự lan tràn của Phúc âm, và ông mô tả vai trò trung tâm của Đức Thánh Linh trong công tác này. Vì thế, chẳng hạn, có thể ông đã kể cho chúng ta rất nhiều về những gì thực sự đã xảy ra cho các môn đồ tại ngày lễ Ngũ Tuần. Chúng ta rất tha thiết muốn có những câu chuyện về việc Đức Thánh Linh ngự vào lòng, có phải Ngài ngự thường xuyên hay không, việc Ngài ngự vào lòng người tín hữu đem lại thay đổi gì, v.v... Nhưng ông đã không ghi lại những điều này bởi vì đây không thuộc loại sách mà ông đang viết. Trọng tâm của ông không đặt vào việc thế nào sự đến của Đức Thánh Linh ảnh hưởng trên người tín đồ mà vào việc thế nào người ta có thể đến với những người hành hương Do Thái đến Giê-ru-sa-lem vào kỳ lễ vào thời ấy.
Lu-ca biết và trình bày các lẽ thật thần học về Đức Thánh Linh, vai trò của Chúa Giê su, sự ứng nghiệm các lời tiên tri Cựu Ước và khả năng chấp nhận tín hữu ngoại quốc ngoài quy định của luật pháp. Nhưng dù ông là một nhà thần học, chúng ta không được cho rằng sách của ông là sách về thần học hệ thống, và chúng ta phải cố gắng giảm bớt sự thất vọng của mình nếu như ông không thoả mãn được những tò mò của chúng ta, những độc giả của thế kỷ 20. Sự hiện diện của các tư tưởng và những mối quan tâm thần học không có nghĩa là chúng ta không thể tin cậy vào lịch sử được thể hiện trong sách. (Để tìm hiểu thêm về vấn đề này, xem Lu-ca: Nhà sử học và thần học của I. H. Marshall (Paternoster Press, 1988)).

### Tính chất văn học
Tính văn chương của sách Lu-ca - Công Vụ được thể hiện trong hình thức của nó. Trong khi khó có hai nhà bình luận nhất trí hoàn toàn về bố cục của sách, thì tất cả đều nhìn nhận rằng nó đã được bố cục một cách có hiệu quả, ngay cả về mặt nghệ thuật. Qua cả hai tập (hai sách Lu-ca và Công Vụ), thành phố Giê-ru-sa-lem đóng vai trò là một "điểm tiếp xúc" nơi mà câu chuyện tiếp tục trở lại. Rõ ràng chúng ta thấy một phong trào đi từ dòng nước xoáy của Đế quốc La Mã tại Ga-li-lê đến xứ Giu-đê và thủ phủ Sê-sa-rê, và từ đó qua xứ Sa-ma-ri rồi từng bước tiến sang phần còn lại của Đế quốc La Mã cho đến khi Phúc âm đã được truyền ra đến tận chính thủ độ của đế quốc, là Rôma ở phần cuối sách Công Vụ. Đây là sự tiến triển có tính chất lịch sử, nhưng Lu-ca đã chọn lựa những câu chuyện, thậm chí sự tập trung có chủ ý vào một nhóm nhân vật này sang nhóm nhân vật khác, để nhấn mạnh phong trào này.
Lu-ca tả vẽ Phao-lô là đã giảng cho người Do Thái và người ngoại quốc cũng như đã khích lệ nhiều cộng đồng tín hữu. Tuy nhiên, chỉ thấy ghi lại có một bài giảng chính trong nhà hội (13:14-43), một cho một hội chúng người ngoại quốc (17:16-35 là bài giảng tương tự trong 14:14-17, nhưng không có quy mô lớn bằng) và một cho nhóm tín hữu (20:17-38). Vì vậy, trang sách có mỗi bài giảng tiêu biểu cho mỗi loại thính giả.
Sự chọn lựa và sắp đặt có chủ ý này khiến chúng ta đặt ra câu hỏi: Mục đích của tác giả khi viết là gì? Đã thấy bố cục và tính phức tạp của sách, chúng ta không thể đơn giản nói rằng: "Ông muốn ghi lại những gì đã xảy ra". Sách Lu-ca và Công Vụ không đơn thuần là một sự miêu tả theo thứ tự thời gian và chắc chắn không phải là các tác phẩm hoàn chỉnh. Có quá nhiều điều còn thiếu để có thể đạt đến mục đích của Lu-ca.
Trái lại, sách Công Vụ Các Sứ Đồ có thể được xem là đang trả lời cho một câu hỏi phức tạp về Cơ Đốc giáo. Cơ Đốc giáo là gì? Nếu đó là một tôn giáo của người Do Thái thì tại sao tất cả những người Do Thái ra mặt chống đối và rất nhiều người ngoại quốc lại gia nhập nó? Nếu Cơ Đốc giáo là một tôn giáo hơn là một sự kiện xã hội, thì tại sao Giê-xu được gọi là "vua" và phong trào của Ngài được gọi là "vương quốc" - và tại sao có vẻ như nó làm dấy lên những cuộc rối loạn và bạo loạn?
Có lẽ những câu hỏi này nảy sinh như là kết quả trực tiếp của cuộc xử án Phao-lô tại Rô-ma, là vụ xử nêu lên những nét nổi bật trong phần ba của sách Công Vụ. Sách có lẽ quá dài và có quá nhiều chi tiết của nó chỉ có liên quan quá sơ sài để có thể được xem là một phần vụ xử của sự tự bào chữa, nhưng có thể nó đã được viết để trả lời những câu hỏi nảy sinh từ vụ xử ấy.
Mục đích thuộc loại này đã làm cho các điểm nổi bật của sách Công Vụ trở nên có ý nghĩa: khởi đầu của Hội Thánh tại Giê-ru-sa-lem đến sứ mạng truyền giáo tại Rô-ma, sự nhấn mạnh các vị sứ đồ khác nhau và sự truyền bá Phúc Âm cũng như sự chống đối mà Phúc âm gặp phải. Nó cũng làm cho có ý nghĩa câu phát biểu của Lu-ca trong chương 1 của sách Phúc Âm Lu-ca - ông viết để làm rõ và giải thích những điều mà Thê-ô-phi-lơ đã nghe liên quan đến Chúa Cứu Thế Giê-xu và phong trào mà Ngài đã dấy lên.